# BMW X1

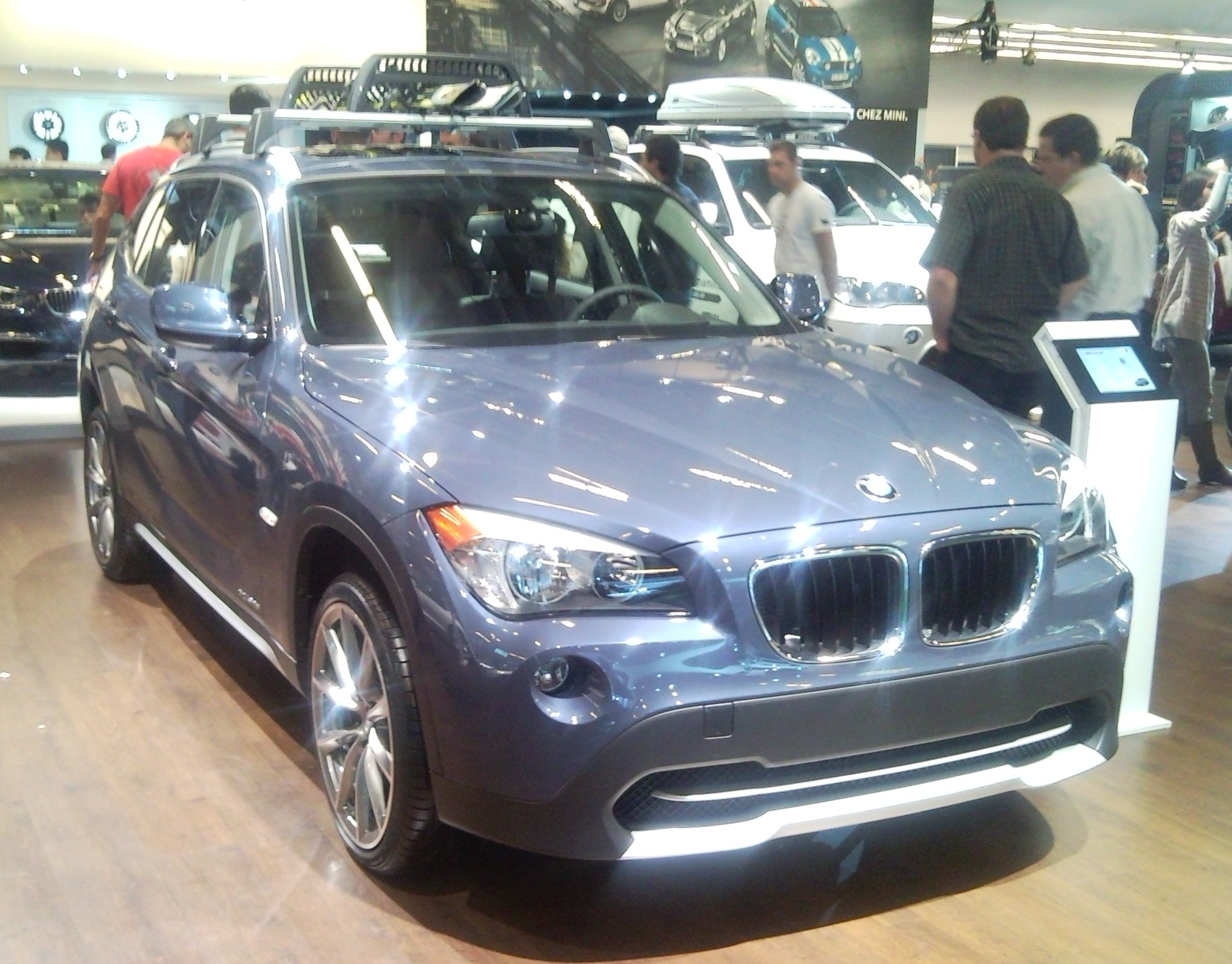
BMW X1 față

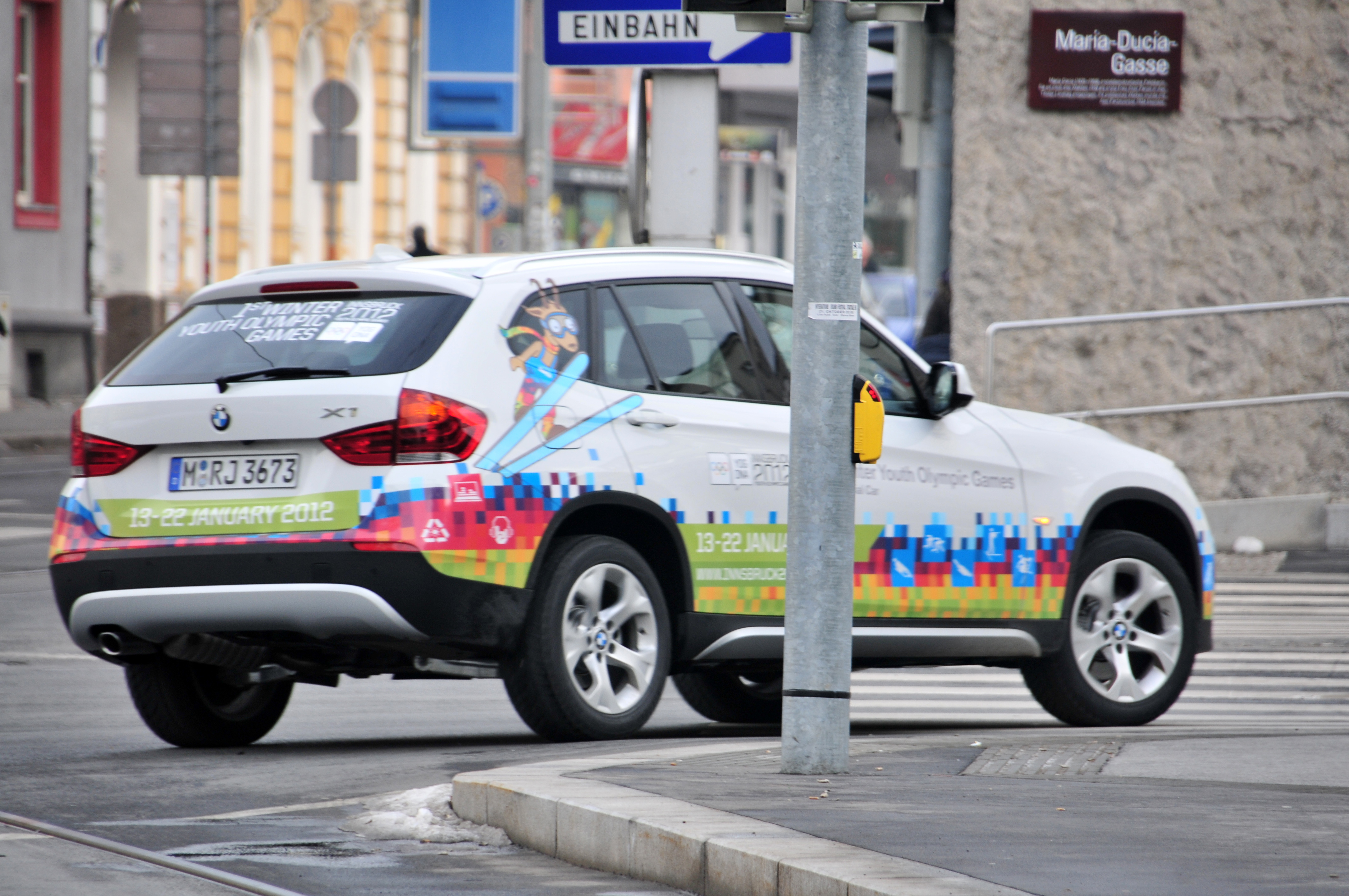
BMW X1 spate

BMW X1 este un automobil crossover de lux creat și fabricat de firma germană BMW în 2009, și comercializat în toată lumea în versiunile rear-wheel-drive (sDrive) sau all-wheel drive (xDrive). Producția urmează un concept creat în 2008, expus la Paris Motor Show. Seriile sunt fabricate începând de la BMW Leipzig, din octombrie 2009. Are producții speciale pentru țări precum Chennai, China, India, Kaliningrad, Rusia. BMW X1 împarte o platformă similară cu cea de la BMW X3, bazată pe platforma de la BMW Seria 3 (e91) Touring. EPA clasifică această mașină ca fiind una low cost de mărimi mici.